# Irma Estrada Silva
Irma Estrada Silva (El Salvador) es una facilitadora de procesos autodefensa con enfoque feminista salvadoreña.

## Biografía
Conocida como "La Colocha", nació en El Salvador y comenzó a practicar Kick Boxing siguiendo la recomendación de su terapeuta para que hiciera algún tipo de actividad física que tuviera que ver con gritar, golpear y sudar mucho para sacar su rabia. Un día conoció a una chica que estaba haciendo talleres de autodefensa feminista. Le llamó la atención e hizo un taller que le marcó. La autodefensa feminista fue para ella una herramienta para sanar las heridas de agresiones pasadas de las que no había podido defenderse y le permitió comprender que la violencia que ella sufrió, la sufren muchas otras mujeres en el mundo.

### Trayectoria profesional
Es instructora certificada en defensa personal por Krav Maga Society y cinturón negro en defensa personal por la Confederación Internacional de Artes Marciales (CIAM), Academia Tao del Equilibrio y el Instituto Nacional de los Deportes de El Salvador (INDES).
Al ver la necesidad de empoderar a muchas otras mujeres con la práctica de la autodefensa, entendida como una práctica de defender el espacio, la mente, el cuerpo, las emociones y el entorno, en el año 2014 comenzó el proyecto Cuida tu Espacio en El Salvador un método de autodefensa inspirado en el feminismo comunitario. Se centra en desarrollar el autoempoderamiento de las mujeres y niñas en la vida cotidiana, aprendiendo a reconocer la mentalidad de víctima impuesta por la sociedad patriarcal y a tener la capacidad de resolver situaciones de peligro de manera inteligente, estratégica y efectiva.
La autodefensa feminista es para ella en un estilo de vida en el que se cuidan los espacios físico, mental, espiritual, emocional, se cuidan las ideas y las acciones, y se defienden, porque hay muchas maneras de agredir y de invadir los espacios de alguien y todas tienen su grado de dolor y trauma. La autodefensa es la capacidad de establecer límites, que se va desarrollando poco a poco. En sus talleres reivindica la respiración consciente para el autocontrol de la mente, el autoconocimiento y la condición física como herramientas esenciales de empoderamiento. La guía Cuida tu espacio de autodefensa feminista, editada por la asociación navarra Acción Contra la Trata - ACT, recoge su método de intervención.
Como instructora en defensa personal, artes marciales, activista y terapeuta, ha impartido talleres de autodefensa en Costa Rica, Honduras, Nicaragua, Guatemala, México y El Salvador en los que enseña a mujeres y niñas a afrontar el día a día de manera más segura y consciente, desafiando las brechas de poder, reconociendo el legítimo lugar de las mujeres en el mundo e impulsando sus propias capacidades.